# Cristina Marino
Cristina Roberta Marino (* im Juni 1991 in Mailand, Lombardei) ist eine italienische Filmschauspielerin und ein Model.

## Leben
Marino wurde im Juni 1991 in Mailand geboren. Erste Erfahrungen vor der Kamera sammelte sie bereits im Kindesalter für verschiedene Werbekampagnen. Sie lernte Tanz an der Carcano Academy in Mailand. Ab 2009 folgten in unregelmäßigen Abständen Besetzungen in Spielfilmen. 2015 lernte sie während der Dreharbeiten zum Film Vacanze ai Caraibi den Schauspieler Luca Argentero kennen. Am 20. Mai 2020 kam die gemeinsame Tochter zur Welt. Am 5. Juni 2021 heirateten die beiden Schauspieler in Città della Pieve.
2015 hatte sie außerdem eine Episodenrolle in der Fernsehserie Die Toten von Turin inne. 2017 stellte sie in zwei Episoden der Fernsehserie 1993 – Jede Revolution hat ihren Preis die Rolle der Giada Contini und in 18 Episoden der Fernsehserie Die Bergpolizei – Ganz nah am Himmel die Rolle der Anna Hofer dar. 2018 hatte sie eine der Hauptrollen im Film Kiffer vs. Killer Mosquitos inne. Im selben Jahr gewann sie gemeinsam mit dem Schauspieler Giulio Berruti die zweite Staffel der Tanzsendung Dance Dance Dance. 2022 wirkte sie in der italienischen Ausgabe der von Amazon Prime produzierten Reality-Serie Celebrity Hunted mit.
In Italien gilt sie als Influencerin. Sie ist Gründerin der Online-Plattform Befancyfit, die sich mit Gesundheit, Wellness und Fitness beschäftigt.

## Filmografie (Auswahl)
- 2009: Amore 14
- 2013: Casa e bottega (Fernsehfilm)
- 2014: Maicol Jecson
- 2015: Die Toten von Turin (Non uccidere, Fernsehserie, Episode 1x03)
- 2015: Vacanze ai Caraibi
- 2017: 1993 – Jede Revolution hat ihren Preis (1993 – Ogni rivoluzione ha un prezzo, Fernsehserie, 2 Episoden)
- 2017: Die Bergpolizei – Ganz nah am Himmel (Un passo dal cielo, Fernsehserie, 18 Episoden)
- 2018: Kiffer vs. Killer Mosquitos (Tafanos)
- 2020: Il talento del calabrone
- 2021: Appunti di un venditore di donne
- 2022: Màkari (Fernsehserie, Episode 2x02)